# Ritratto di famiglia (Voyager)
Il Ritratto di famiglia è un'immagine del sistema solare acquisita da Voyager 1 il 14 febbraio 1990 da una distanza di circa 6 miliardi di chilometri dalla Terra. L'immagine complessiva è il mosaico di 60 immagini singole; tali immagini sono le ultime riprese da Voyager, che da allora continua però ad inviare la propria telemetria. Una di queste immagini è la famosa Pale Blue Dot che mostra la Terra che, ripresa da tale distanza, appare solo come un piccolo puntino blu.
La realizzazione di questa immagine fu fortemente voluta da Carl Sagan astronomo, divulgatore scientifico, nonché autore di fantascienza.
Nell'immagine si possono vedere sei pianeti, da sinistra verso destra: Giove, Terra, Venere, Saturno, Urano e Nettuno. Mercurio si trovava troppo vicino al Sole per essere visto, Marte non fu individuato dalle telecamere di Voyager a causa della luce del Sole che si diffondeva nell'ottica del sistema e Plutone (all'epoca ancora considerato un pianeta) non fu fotografato poiché, a causa delle sue piccole dimensioni e data la distanza dal Sole, sarebbe risultato troppo scuro.
L'immagine complessiva appare frammentata poiché, per avere il massimo dei dettagli, in ogni sottoimmagine furono variati i tempi di esposizione e applicati vari filtri; ad esempio il Sole venne fotografato utilizzando il filtro più scuro e il minor tempo di esposizione possibile per non danneggiare il sistema di acquisizione delle immagini.
L'immagine fu ripresa a circa 40,11 UA dalla terra, circa 32° al di sopra del piano dell'eclittica.